# Enciánkék lesőmadár
Az enciánkék lesőmadár (Tanysiptera galatea) a madarak osztályának szalakótaalakúak (Coraciiformes) rendjébe, ezen belül a  jégmadárfélék (Alcedinidae) családjába tartozó faj.

## Rendszerezése
A fajt George Robert Gray angol ornitológus írta le 1859-ben.

## Alfajai
A fajnak 15 elismert alfaja van. Ezek közül 3 él Új-Guinea szigetén, 11 a Maluku-szigeteken és kettő egyéb szigeteken.
- Tanysiptera galatea emiliae Sharpe, 1871 - Rau-szigetek (északi Maluku-szigetek)
- Tanysiptera galatea doris Wallace, 1862 - Morotai (északi Maluku-szigetek)
- Tanysiptera galatea browningi Ripley, 1983 - Halmahera (északi Maluku-szigetek)
- Tanysiptera galatea brunhildae Jany, 1955 - Doi-sziget (északi Maluku-szigetek)
- Tanysiptera galatea margarethae Heine, 1860 - Bacan (északi Maluku-szigetek)
- Tanysiptera galatea sabrina G. R. Gray, 1861 - Kayoa (északi Maluku-szigetek)
- Tanysiptera galatea obiensis Salvadori, 1877 - Obi-szigetek (középső Maluku-szigetek)
- Tanysiptera galatea acis Wallace, 1863 - Buru (déli Maluku-szigetek)
- Tanysiptera galatea boanensis Mees, 1964 - Boano  (déli Maluku-szigetek)
- Tanysiptera galatea nais G. R. Gray, 1861 - Manipa, Ambon, Seram, Manawoka és Gorong szigetek (déli Maluku-szigetek)
- Tanysiptera galatea galatea G. R. Gray, 1859 - Új-Guinea északnyugati része és a Raja Ampat-szigetek
- Tanysiptera galatea meyeri Salvadori, 1889 - Új-Guinea északi része
- Tanysiptera galatea minor Salvadori & Albertis, 1875 - Új-Guinea déli része
- Tanysiptera galatea vulcani Rothschild & Hartert, 1915 - Manam-szigetek (Új-Guinea szigetétől északkeletre)
- Tanysiptera galatea rosseliana Tristram, 1889 - Rossel-sziget (a Louisiade-szigetek keleti részén)[2]

## Előfordulása
Délkelet-Ázsiában, Indonézia, Palau és Pápua Új-Guinea területén honos. Természetes élőhelyei a szubtrópusi és trópusi síkvidéki esőerdők és száraz szavannák, valamint ültetvények, vidéki kertek és városias környezet. Állandó nem vonuló faj.

## Megjelenése
Testhossza 43 centiméter, testtömege 55-69 gramm.
|  |

## Életmódja
Földigilisztákkal, rovarokkal és csigákkal táplálkozik.

## Természetvédelmi helyzete
Az elterjedési területe rendkívül nagy, egyedszáma viszont csökken, de még nem éri el a kritikus szintet. A Természetvédelmi Világszövetség Vörös listáján nem fenyegetett fajként szerepel.